# Elodes orientalls
Elodes orientalls es una especie de coleóptero de la familia Scirtidae.

## Distribución geográfica
Habita en Tayikistán.